# دماغه کروز

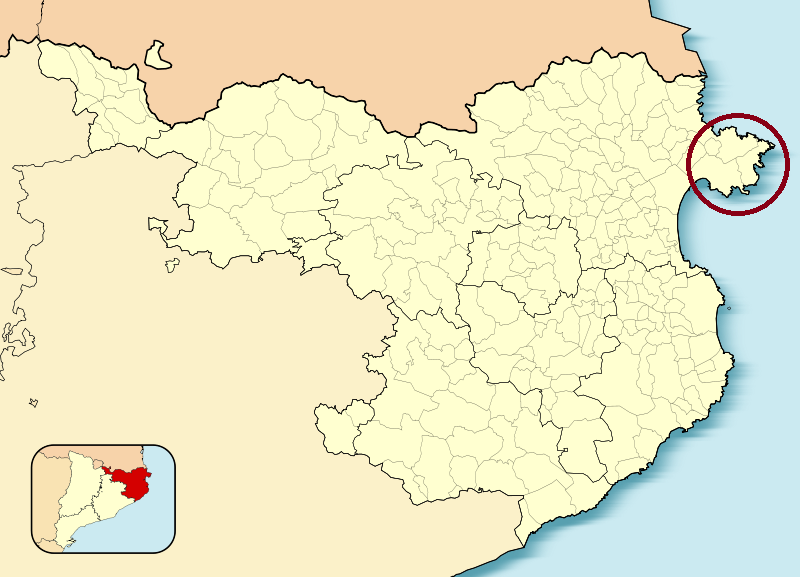
نقشه

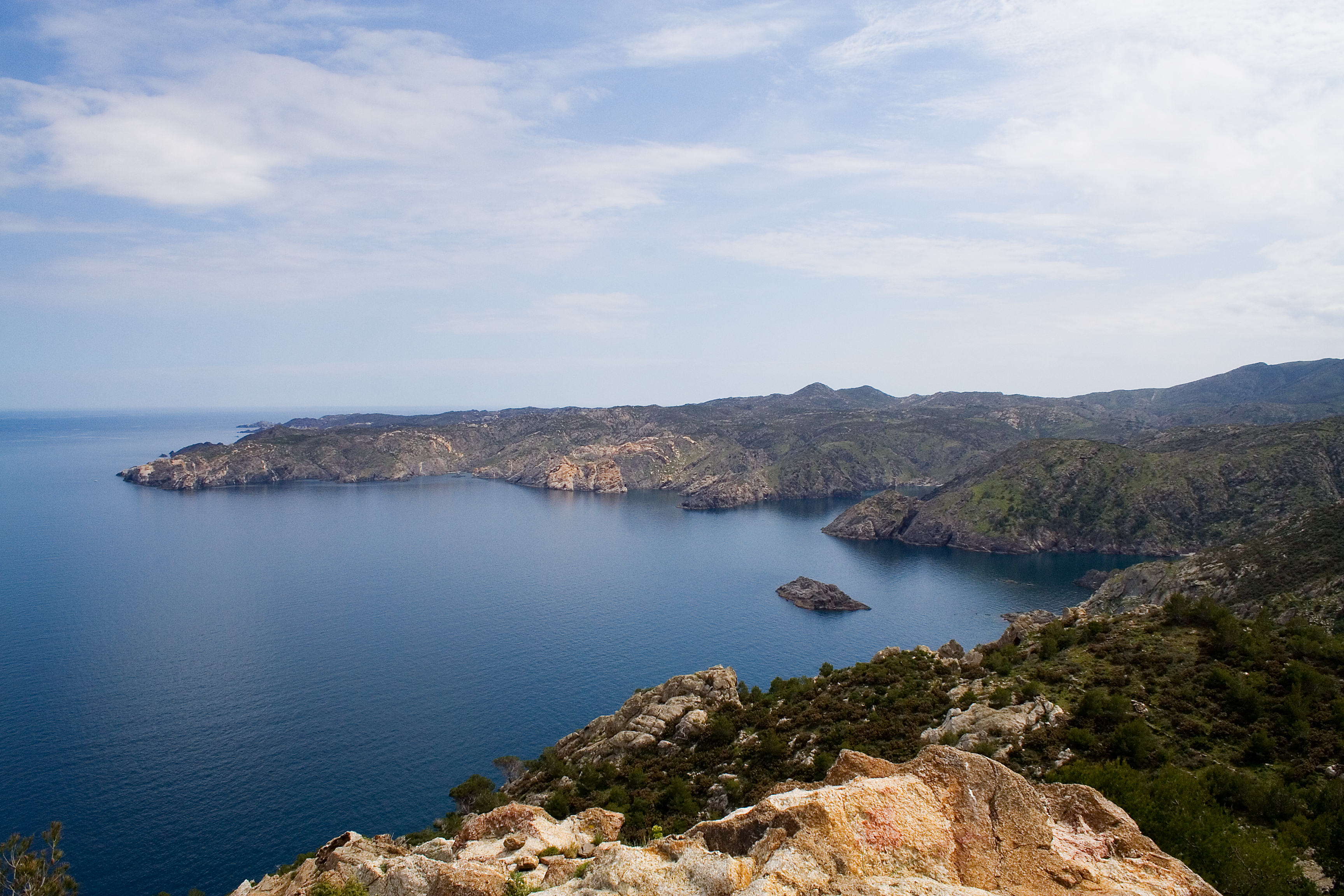
خلیج از بالای دماغه کروز

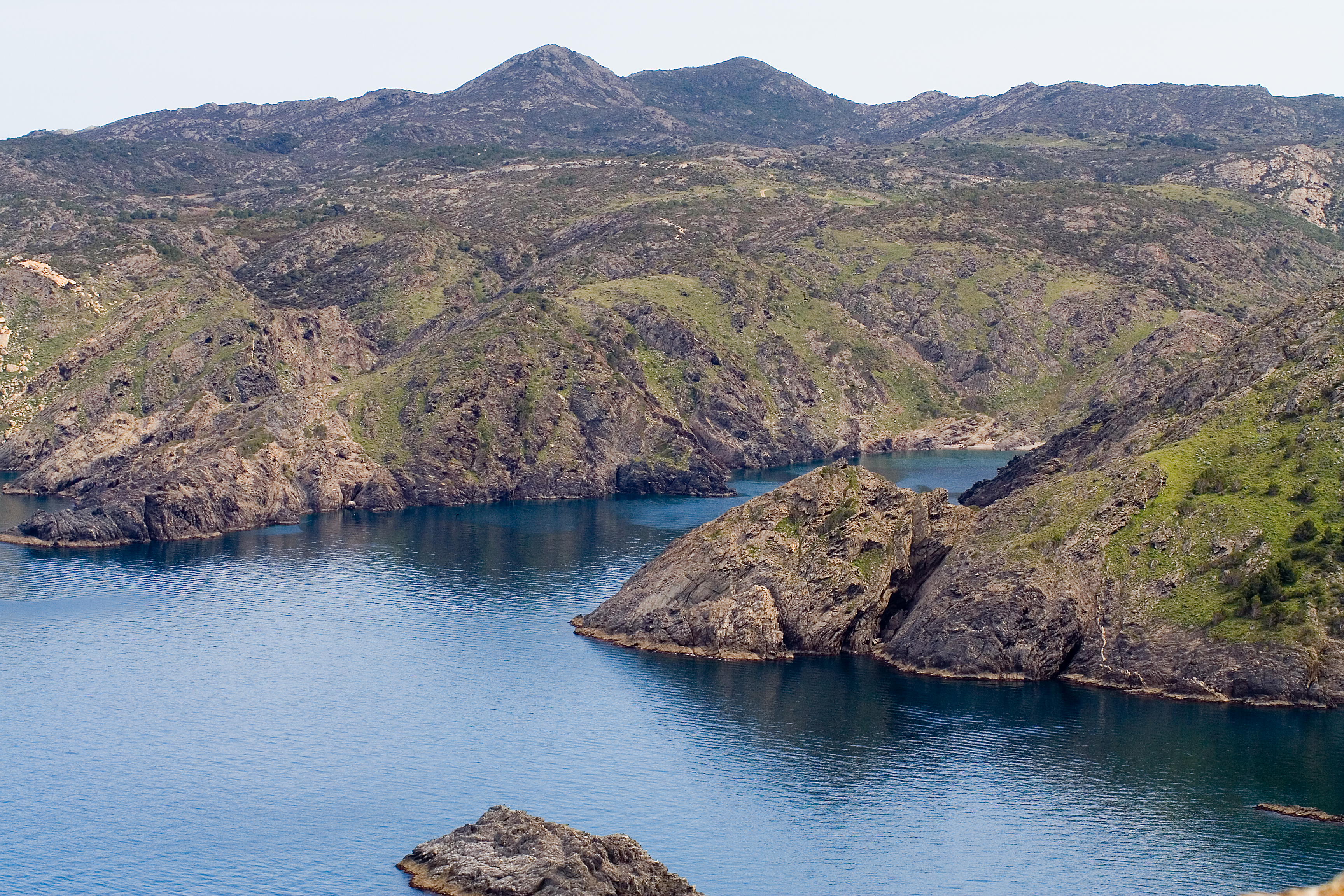
نمای دیگری از آن

دماغه کروز (به اسپانیایی Cabo de Creus) یک شبه‌جزیره واقع در منتهی‌الیه شمال شرقی کاتالونیا و در ۲۵ کیلومتری جنوب مرز فرانسه است. این دماغه در ناحیهٔ شهرداری کاداکس قرار داشته و نزدیک‌ترین شهر بزرگ به آن، فیگرس، مرکز الت امپوردا و زادگاه سالوادور دالی است. دماغه کروز، شرقی‌ترین نقطه کاتالونیا و در نتیجه، سرزمین اصلی اسپانیا و شبه‌جزیره ایبریا است.
این منطقه در حال حاضر یک پارک طبیعی است.
صومعه سنت پره دو رودس، در بلندای ۵۰۰ متری، چشم‌اندازی از دماغه کروز و نیز رشته‌کوه پیرنه دارد. این یک صومعه قرن یازدهمی است که اولین بناهای آن مربوط به حدود ۷۵۰ پس از میلاد است.